# Ville Mattila
Herman Vilhelm Mattila detto Ville (Haapavesi, 9 marzo 1903 – Haapavesi, 11 luglio 1987) è stato un fondista e sciatore di pattuglia militare finlandese.

## Biografia
A Chamonix-Mont-Blanc 1924 partecipò alla gara di pattuglia militare: fece parte della squadra finlandese, guidata da Väinö Bremer e composta anche da August Eskelinen e Heikki Hirvonen, che conquistò la medaglia d'argento con il tempo di 4:00:10. Meglio di loro fece solo la nazionale svizzera, con 3:56:06. Subentrò all'ultimo momento a Martti Lappalainen, inizialmente inserito nel quartetto finlandese.
A Chamonix-Mont-Blanc 1924 gareggiò invece nello sci di fondo, chiudendo al decimo posto la gara dei 18 km.

## Palmarès

### Pattuglia militare

#### Olimpiadi
- 1 medaglia:
  - 1 argento (pattuglia militare a Chamonix-Mont-Blanc 1924)